# Saint-Pée-sur-Nivelle
Saint-Pée-sur-Nivelle – miejscowość i gmina we Francji, w regionie Nowa Akwitania, w departamencie Pireneje Atlantyckie.
Według danych na rok 1990 gminę zamieszkiwały 3463 osoby, a gęstość zaludnienia wynosiła 53 osób/km² (wśród 2290 gmin Akwitanii Saint-Pée-sur-Nivelle plasuje się na 126. miejscu pod względem liczby ludności, natomiast pod względem powierzchni na miejscu 81.).